# Dernbacher Tunnel
Der Dernbacher Tunnel (auch: Tunnel Dernbach) ist ein Tunnel der Schnellfahrstrecke Köln–Rhein/Main. Mit einer Länge von 3305 m ist er, nach dem Schulwaldtunnel, der zweitlängste Tunnel im Schnellfahrabschnitt der Strecke. Er trägt den Namen der Gemeinde Dernbach, deren westlichen Rand er im mittleren Bereich unterfährt. Die Röhre unterquert, im Norden, darüber hinaus die vier Richtungsfahrbahnen der Bundesautobahn 48 am Dernbacher Dreieck, in der Mitte und im Süden je einmal die Bundesautobahn 3.
Der Tunnel nimmt zwei Gleise in Fester Fahrbahn auf, die planmäßig mit 300 km/h befahren werden können.

## Verlauf
Das Nordportal liegt beim Strecken-Km 83,841 unmittelbar nördlich des Dernbacher Dreiecks, das Südportal beim Km 87,146 in der Nähe der südlichen A-3-Querung.
Vor dem Nordportal verläuft die Strecke in einem Einschnitt. In der Röhre verläuft die Strecke in einer durchgehenden, in der Gradiente fallenden Linkskurve Richtung Süden. Im Nordabschnitt, unterhalb der Montabaurer Höhe, wird dabei eine Überdeckung von bis zu 46 m erreicht. Weiter südlich wird eine Kraftstoff- und Gaspipeline in geringer Überdeckung unterfahren. Etwa in der Mitte des Tunnels sowie in der Nähe des Südportals wird die Bundesautobahn 3 zweimal unterfahren. Die Überdeckung in der Tunnelmitte liegt bei rund 20 m. Im südlichen Bereich wird die Kreisstraße K 149 unterquert. Über dem Südportal verläuft die Landesstraße 312. Südlich des Tunnels folgt der Bahnhof Montabaur.
Der Tunnel verfügt über drei Notausgänge:
- Der nördlichste Ausgang führt bei Streckenkilometer 84,843 in einem Waldstück südwestlich des Dernbacher Dreiecks bei 50° 27′ 23,5″ N, 7° 46′ 14,9″ O aus dem Tunnel.
- Der mittlere Ausgang liegt bei Km 85,840 am südwestlichen Rand der Gemeinde Dernbach (50° 27′ 2,9″ N, 7° 46′ 53,9″ O).
- Der südliche Ausgang liegt bei Km 86,840 am nördlichen Rand des Ortsteils Elgendorf der Kreisstadt Montabaur (50° 26′ 45,8″ N, 7° 47′ 38″ O).

An der Zufahrt des mittleren Notausgangs (bei 50° 27′ 0,1″ N, 7° 46′ 58,4″ O) wurde ein Denkmal „aus Dankbarkeit für einen unfallfreien Verlauf der Arbeiten 1998–2000“ errichtet.

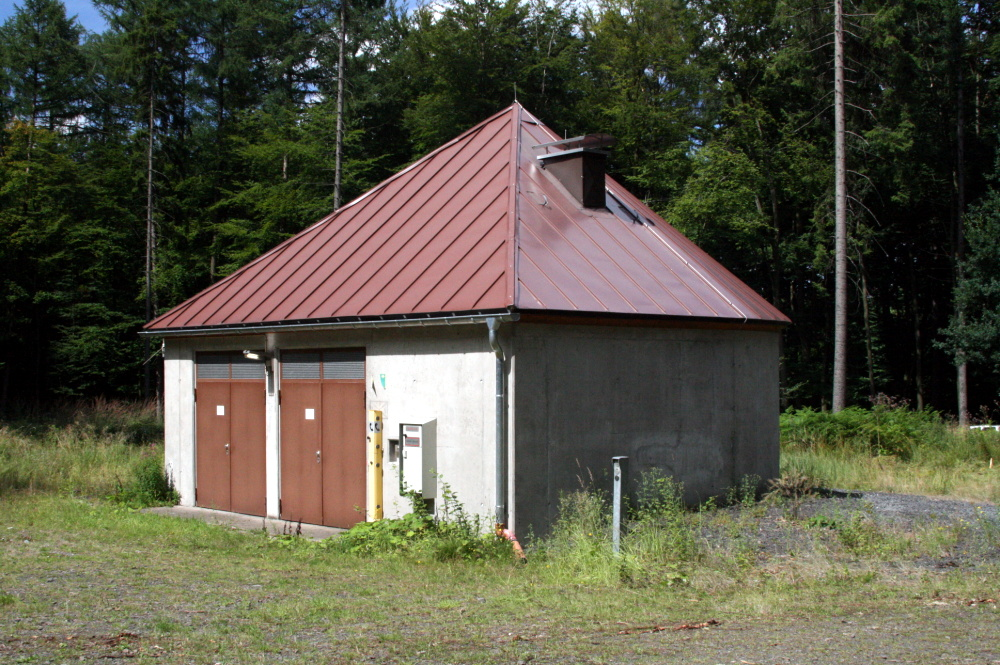
Notausgang Nord
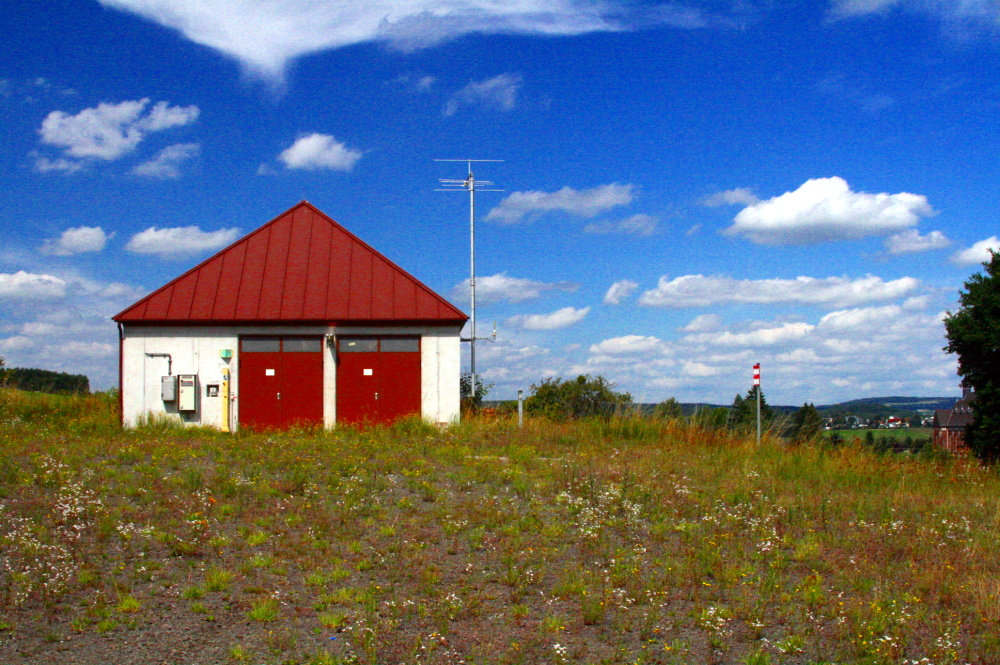
Notausgang Mitte
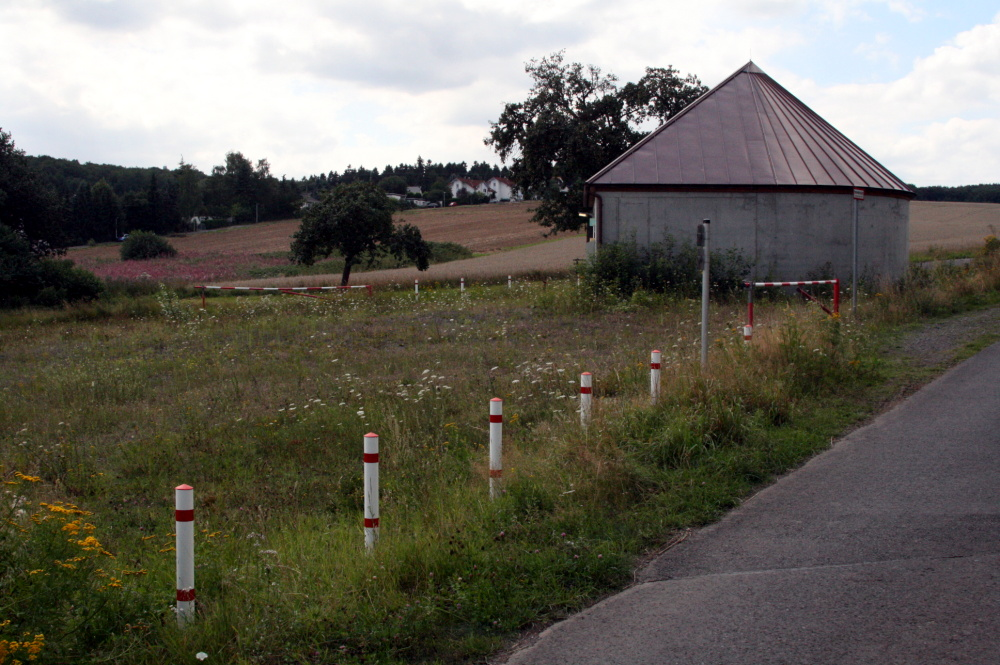
Notausgang Süd

### Geologie
Der Tunnel liegt im Rheinischen Schiefergebirge, mit Vorkommen devonischer Sandsteine, Quarzite und Tonsteine.
Im nördlichen, bergmännisch vorgetriebenen, Bereich verläuft das Bauwerk durch verwitterte Schieferformationen. Im südlichen, bergmännisch vorgetriebenen, Abschnitt wird der Tunnel von tertiären Tonen, Schluffen und von zu Lockergestein zersetzten Schiefern umgeben.
Im Bereich der südlichen A-3-Querung liegt die Röhre in einer tektonischen Scherbereichszone mit tiefreichenden Entfestigungen des Gebirges. Trotz vielfältiger Maßnahmen kam es während der Bauphase zu bis zu 35 cm tiefen Setzungen der Fahrbahnen, die aufgrund einer breiten Setzungsmulde nicht zu Verkehrsbehinderungen führten.

## Geschichte

### Planung
Ende 1995 lag die geplante Länge des Bauwerks bei 3285 m. Auch Ende 1997 war diese Länge für den Tunnel geplant.
1999 und Anfang 2000 und 2002 wurde die Länge mit 3.305 m angegeben.

### Bau
Der Tunnel zählt zum Mittelabschnitt im Los B der Neubaustrecke und wurde von der aus sechs Unternehmen bestehenden ARGE KDD (Arbeitsgemeinschaft Kutscheid, Dernbach/Deesen) errichtet.
Die Baustelle wurde zwischen den beiden späteren bergmännischen Vortrieben eingerichtet. Der Vortrieb begann im Juni 1998. Die Taufe des Tunnels war ursprünglich Anfang Juni 1998 vorgesehen gewesen, wurde aufgrund des ICE-Unglücks von Eschede jedoch auf Mitte September verschoben.
Der Tunnel wurde schließlich, als erstes Tunnelbauwerk der Neubaustrecke in Rheinland-Pfalz, am 11. September 1998 offiziell angeschlagen. Rund 500 Gäste wohnten der Zeremonie, als Heß den Tunnel auf die Ordensgründerin Katharina Kasper Katharina-Kasper zu taufen, bei. Zu den Gästen zählte auch Staatssekretär Günter Eymael. Die Möglichkeit, den Tunnel im Rahmen eines Tag des offenen Tunnels zu besichtigen, nutzten anschließend mehr als 1000 Menschen.
Aufgrund der geringen Überdeckung wurde das Bauwerk im nördlichen Bereich auf einer Länge von 505 m in offener bzw. Deckelbauweise errichtet; auf 345 m Länge wurde dabei der Deckel flach gegründet und anschließend bergmännisch unterfahren. Dabei wurden am nördlichen Ende des Tunnels, unterhalb des Dernbacher Dreiecks, die beiden nördlichen Richtungsfahrbahnen der A 48 offen unterquert, die zwei südlichen (Frankfurt–Koblenz und Koblenz–Frankfurt) im Schutz in bergmännischer Bauweise. Die Unterquerungen sind 28 bzw. 48 Meter lang, bei einer Überdeckung von vier bis sieben Metern.
An den offenen Bereich, zwischen den beiden Fahrbahnpaaren schließt sich der erste von zwei bergmännischen Abschnitten von 1505 m Länge an, der auf einer Länge von 1395 m im Kalottenvortrieb mit Spießsicherung vorgetrieben wurde. Bei der Unterfahrung einer Wasserschutzzone II, mit der Trinkwassergewinnungsanlage Schöne Aussicht (einem ehemaligen Erzbergbau), waren besondere Maßnahmen zu treffen. Auf insgesamt 2.340 m unterquert das Bauwerk Wasserschutzzonen der Stufen II und III. Der minimale Abstand zum Pumpenschacht Schöne Aussicht liegt bei rund 73 m.
Im Anschluss wurde die Unterfahrung der Kreisstraße (120 m Länge) in offener Deckelbauweise sowie 130 m mittels einer geböschten Baugrube errichtet (so genannte Baugrube Süd). In dem folgenden bergmännischen Abschnitt (880 m) kam aufgrund ungünstiger Bodenverhältnisse ein Ulmenstollenvortrieb zur Anwendung. Im Süden wurde ein 145 m langer Abschnitt in offener Bauweise im Schutz eines rückverankerten Baupfahlvorbaus errichtet. Im Bereich des Ulmenstollenvortriebs lag die Überdeckung bei 15 bis 18 m.
Um den Rohbau planmäßig binnen zweieinhalb Jahren fertigstellen zu können wurde, etwa in der Mitte des Tunnels, südlich der nördlichen A-3-Querung, ein Zwischenangriff (Baugrube Süd) eingerichtet. In diesem Bereich wurde später einer der beiden Notausstiege errichtet. Aufgrund des tiefgründig entfestigten Devongesteins und einem benachbarten Damm der A-3 erfolgte in diesem Bereich eine Sicherung mit Bohrpfählen von bis zu 30 Metern Tiefe und 1,20 m Durchmesser. Das Grundwasser wurde in diesem Bereich bis unter die Sohle abgesenkt.
Während der Bauphase sollte die Autobahntrasse für die Unterfahrung des Dernbacher Dreiecks auf einer Länge von 5000 m für 31 Monate verlegt werden. Die Landesstraße 312 wurde während der Bauzeit über eine Hilfsbrücke geführt.
Während die Vortriebsarbeiten in anderen Bereichen noch liefen, begannen vom Zwischenangriff sowie vom Südportal jeweils in nördlicher Richtung die Herstellung der Innenschale, der Bewehrung und einer Rundumabdichtung.
Der Durchschlag zwischen Zwischenangriff und Nordabschnitt erfolgte am 2. Juni 1999. Nach einer Quelle löste Schwester Roberta, in Vertretung für die Tunnelpatin, der Provinzoberin Christeta Heß aus dem Kloster Dernbach, die letzte Sprengung aus. Eine andere Quelle spricht von einer 20 cm dicken Wand, die von Frau Hess um 11:30 Uhr selbst mittels eines Tunnelbaggers durchstoßen wurde. Es war der erste Durchstich der Strecke in Rheinland-Pfalz.
Anfang 2000 folgte, nach 18-monatigem Vortrieb, der letzte Durchschlag.
Aus Dankbarkeit für einen unfallfreien Verlauf der Bauarbeiten wurde am 12. Dezember 2000 ein Bildstock im Rahmen einer Feierstunde geweiht.
Die späte Fertigstellung des Tunnels gilt als ein Grund für die verspätete Fertigstellung des Neubaustrecken-Projekts.
Für den Ausbau des Tunnels wurden 80.000 Kubikmeter Beton aufgewendet. Insgesamt wurden rund 480.000 m³ Material ausgebrochen.